# Ян Захватович
Ян Захватович (пол. Jan Zachwatowicz, 3 березня, 1900, Гатчина, Російська імперія — 18 серпня, 1983, Варшава, Польща) — польський реставратор, надхненник відтворення Старого Міста в с Варшаві) після нищівних руйнацій міста нацистами у 2-й світовій війні.

## Біографія

### Ранні роки
Польська родина походить з міста Вільно (нині Вільнюс). Батько, залізничник, і перебрався з родиною в Гатчину під Петербургом, де народили сина.
Навчання опановував в Петербурзькому інституті цивільних інженерів. Ян належав до Товариства шанувальників Петербурга, яке існувало на початку 20 століття. Там і сформувалися історичні переконання майбутнього реставратора.

### Переїзд на історичну батьківщину
1924 року перебрався на історичну батьківщину, емігрувавши з СРСР. Замешкав у Варшаві, де отримав диплом «Варшавської політехніки». В столиці продовжив діяльність історика, співпрацюючи з польським Товариством опіки над пам'ятками. Володів чотирма мовами: польською, французькою, російською, німецькою.

### Родина
У Варшаві узяв шлюб з донькою Вітольда Ходзька Марією. Родина мала двох доньок:
- Христина Захватович, актриса та сценограф, четверта дружина кінорежисера Анджея Вайди,
- Катажина Захватович — співачка (меццосопрано) і викладач. Надрукувала книгу «Польське бельканто», 2009 р.

### Діяльність до 1939р.

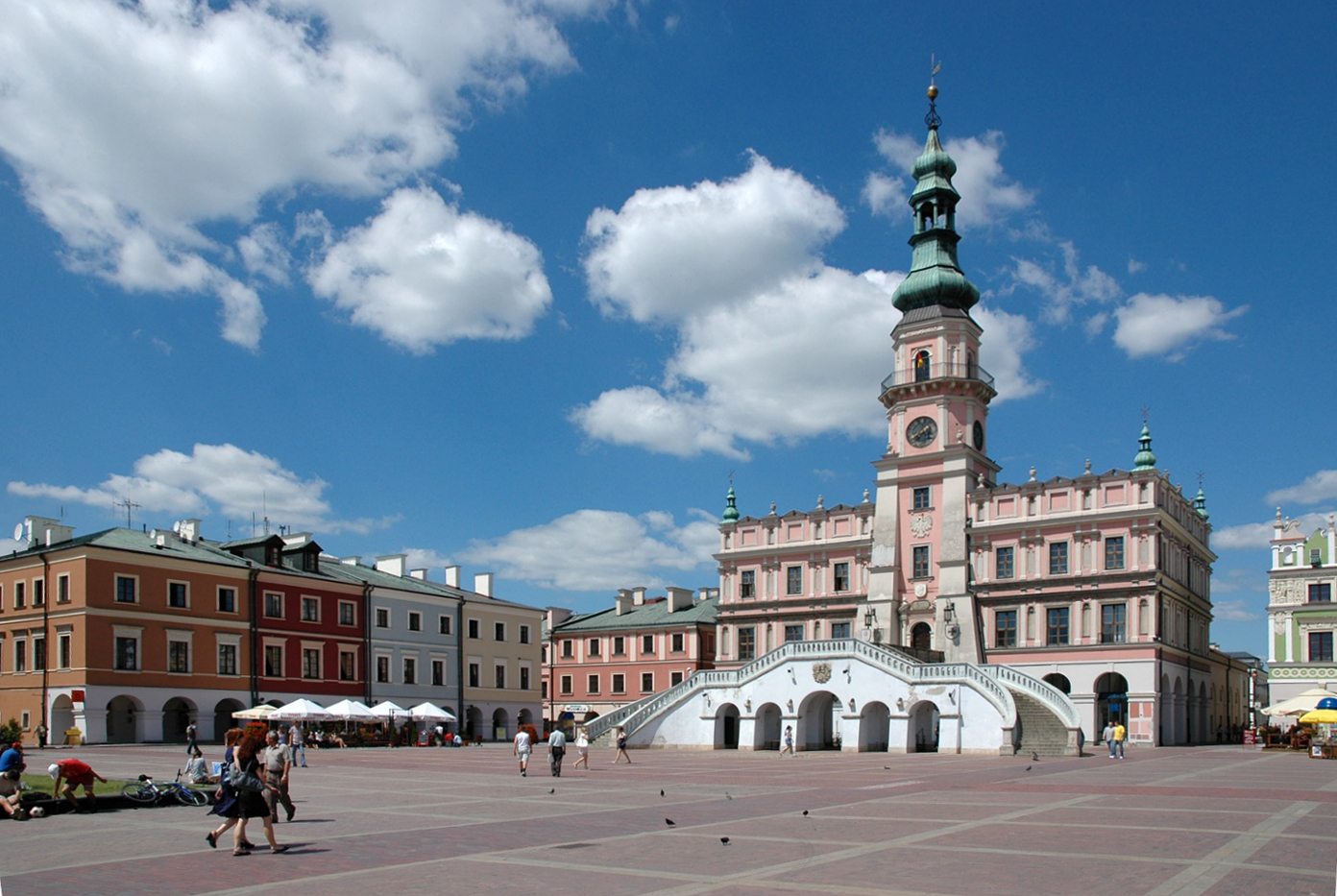
Ратуша в місті Замостя (Польща)

Почав працювати в Варшавський Політехніці на катедрі малюнку, бо сам був добрим малювальником. Зацікавленість в вивченні архітектури спонукала до переходу на катедру архітектури тої ж Політехніки. Почалися дослідження стародавньої архітектури в Варшаві і Замості. Дослідження фортеці Замостя і їх викладення в відповідній монографії були визнані за кандидатську дисертацію.
Ян Захватович плідно працював в Департаменті польської архітектури, метою якого було всебічне поглиблення досліджень і знань історії польської архітектури, друкування видань про них, інвентаризація, облік тощо.
1931 року взяв участь у конкурсі на найкращий проект пам'ятника «Об'єднання польських земель» у Гдині. Окрім робіт переможців, спільний проект Яна Захватовича і Софії Тшцінської-Камінської був одним із трьох додатково відзначених. У конкурсі взяло участь 72 роботи польських архітекторів і скульпторів.
1938 року за проектом Захватовича збудовано готель «Офіцерський» у Бересті.
Він також спроектував найбільш новітні в передвоєнній Польщі військові казарми - Нові Казарми на Вестерплатте, надавши їм ренесансну аттику.

### В окупованій Варшаві
Під час фашистських бомбардувань Варшави Ян Захватович серед тих, хто рятував з вогню твори мистецтва з Королівського замку. Разом з однодумцями працю рятування рештків замку продовжили взимку 1940 р. (портали, зразки ліпнини, столярку). Ян Захватович робив численні шкіци напівзрунованих інтер'єрів, що допомогло пізніше відтворити їх в щент зрунованому Королівському замку. Адже прийде епоха абсолютизації іконографічних матеріалів, за якими нібито тільки й можна робити реставрацію. (Але по цілій низці пам'яток нема, ніколи не було, ніколи не буде значних іконографічних матеріалів. Пам'ятка ж архітектури зостається при цьому і значущою, і унікальною).
Ян Захватович залишився в окупованій Варшаві, де головував на катедрі після трагічної смерті свого попередника професора О. Сосновського. Фашистську директиву про припинення усякої наукової діяльності в Варшаві тихо ігнорували. Для прикриття увійшов до складу окупаційної містобудівної майстерні, дозвіл на створення якої отримали у окупаційного уряду. Керівниками цієї майстерні були Тадеуш Толвінський, Ян Захватович і Пйотр Беганський. Це дало змогу обстежувати стан пам'яток минулого Варшави, фіксувати їх стан, переховувати цінні колекції та документи. Відомо, що Я. Захватович з допомогою урядовців вивіз вантажівкою 128 скриньок з негативами збірки Центрального бюро інвентаризації пам'яток і розмістив їх у себе на катедрі Політехніки. Згодом фашисти вивезли їх до міста Краків і таким чином вони не загубились і не були втрачені в лихоліття війни.

### Повоєнні роки

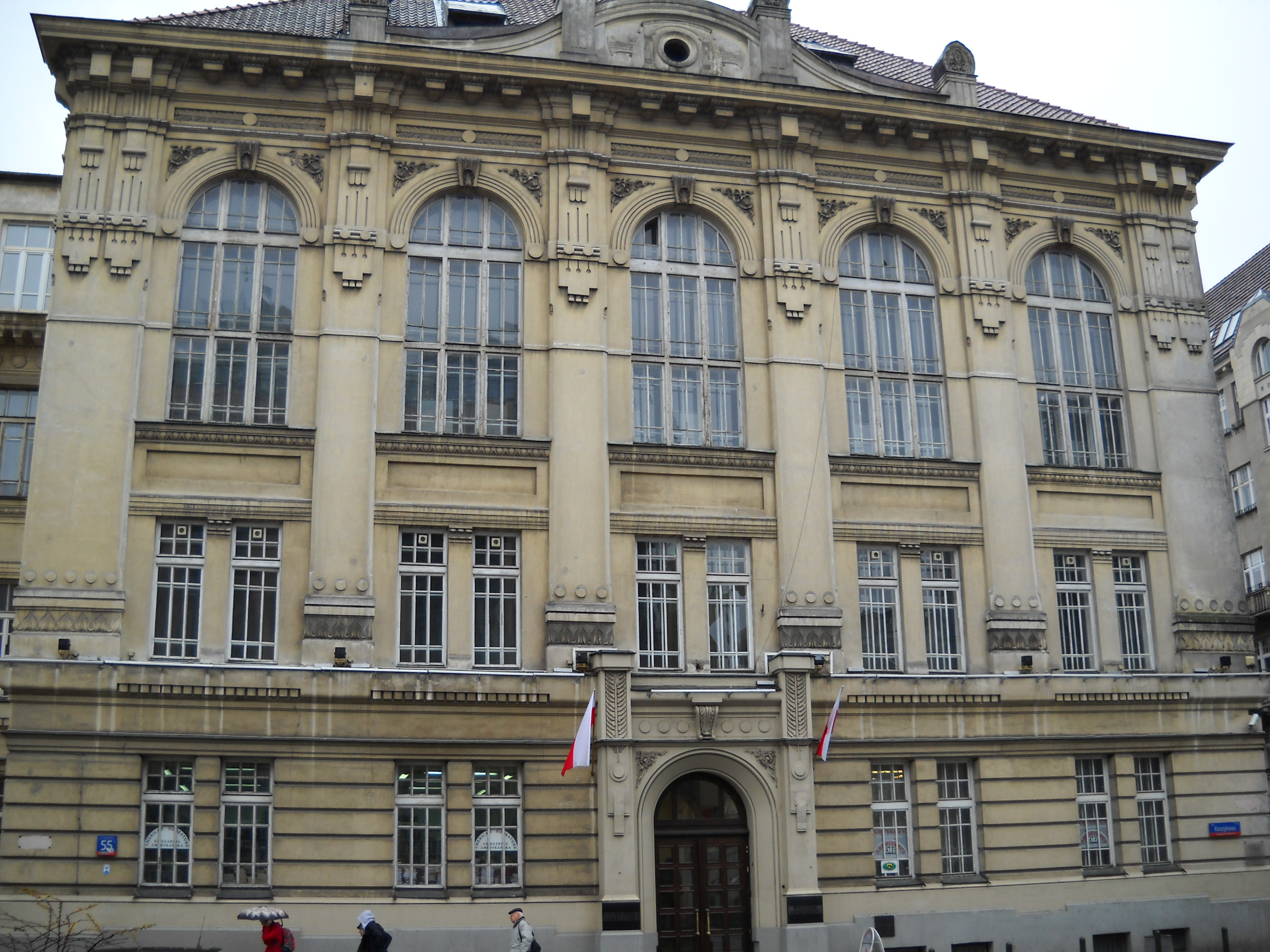
Варшавська Політехніка

Яну Захватовичу не закидали за перебування в окупованій Варшаві і не лічили серед зрадників чи ворогів народу. Він отримав право на захист докторської дисертації і захистив її. Він став професором і очолив катедру польської архітектури Варшавської Політехніки. У зв'язку з планами по відбудові зруйнованої Варшави, його призначено керівником Бюро відбудови столиці. З 1 березня 1945 р. його призначили ґенеральним реставратором пам'яток Польщі, що було офіційним визнанням його реставраційної діяльності урядом Польщі. Із спогадів науковця
| ...Стоячи самотньо на руїнах, я у відчаї сказав собі - а все-таки ми це відбудуємо. Це внутрішнє переконання, яке існувало впродовж усієї окупації, знову охопило мене. Хоч, здавалося, це безнадійно, але треба довести справу до повної відбудови. Зразу ж було організовано Бюро [відбудови Варшави]. Почали приходити архітекти [...], ми кожному давали буханець хліба, іноді трохи злотих, і зразу - робота. |
1947 року відзначений Командорським хрестом Ордену Відродження Польщі.
Помер 18 серпня 1983 року у Варшаві. Похований на Повонзківському цвинтарі у Варшаві, поле № 166-IV-25.

### Відновлення зруйнованої Варшави

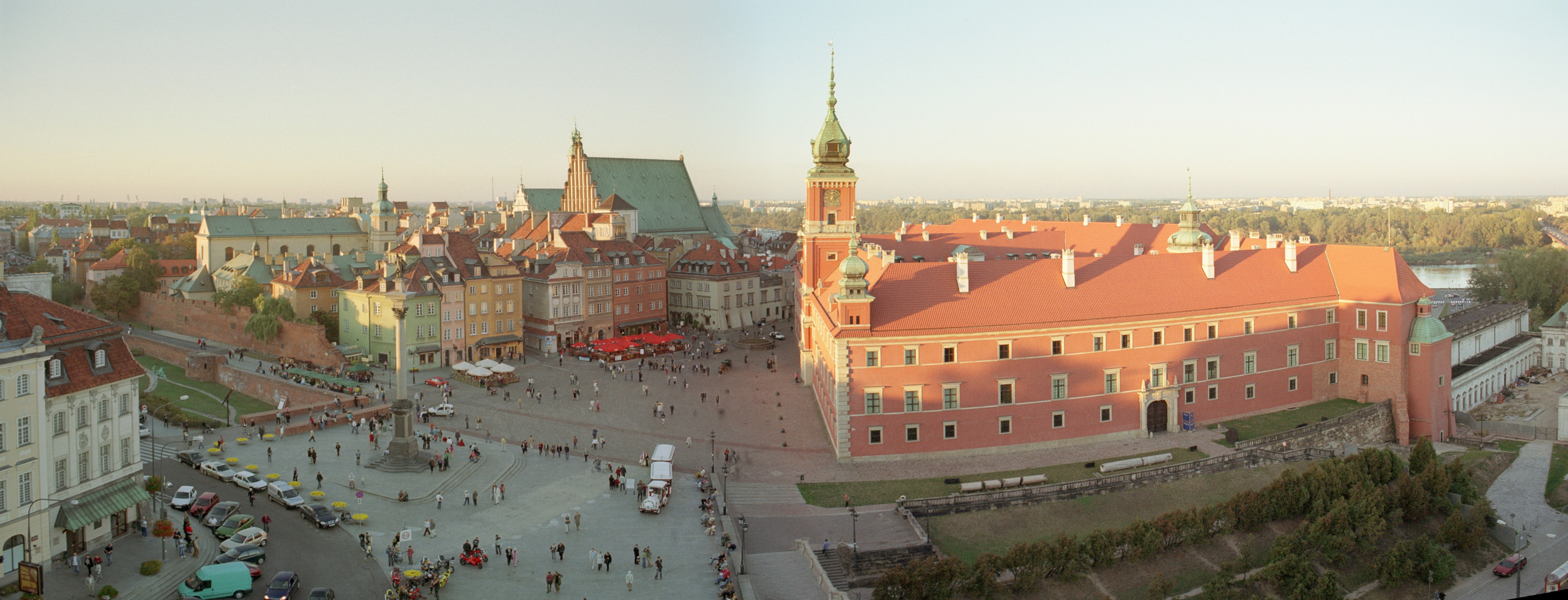
Замкова площа

Зараз, в часи різних оцінок діяльності по відбудові старих пам'яток столиці Польщі, слід пригадати слова його однодумця професора А. Ґрушецького 
| Нам, реставраторам, тільки здається, що ми розумні, втаємничені, що ми визначаємо шлях реставрації пам'яток. Насправді ж ми залишаємося тільки на послугах у суспільства і, сами того не усвідомлюючи, так керуємо реставрацією, як воно вимагає... Не реставратори нав'язали відбудову Старого Мяста суспільству, а навпаки, суспільство нав'язало її реставраторам" . |

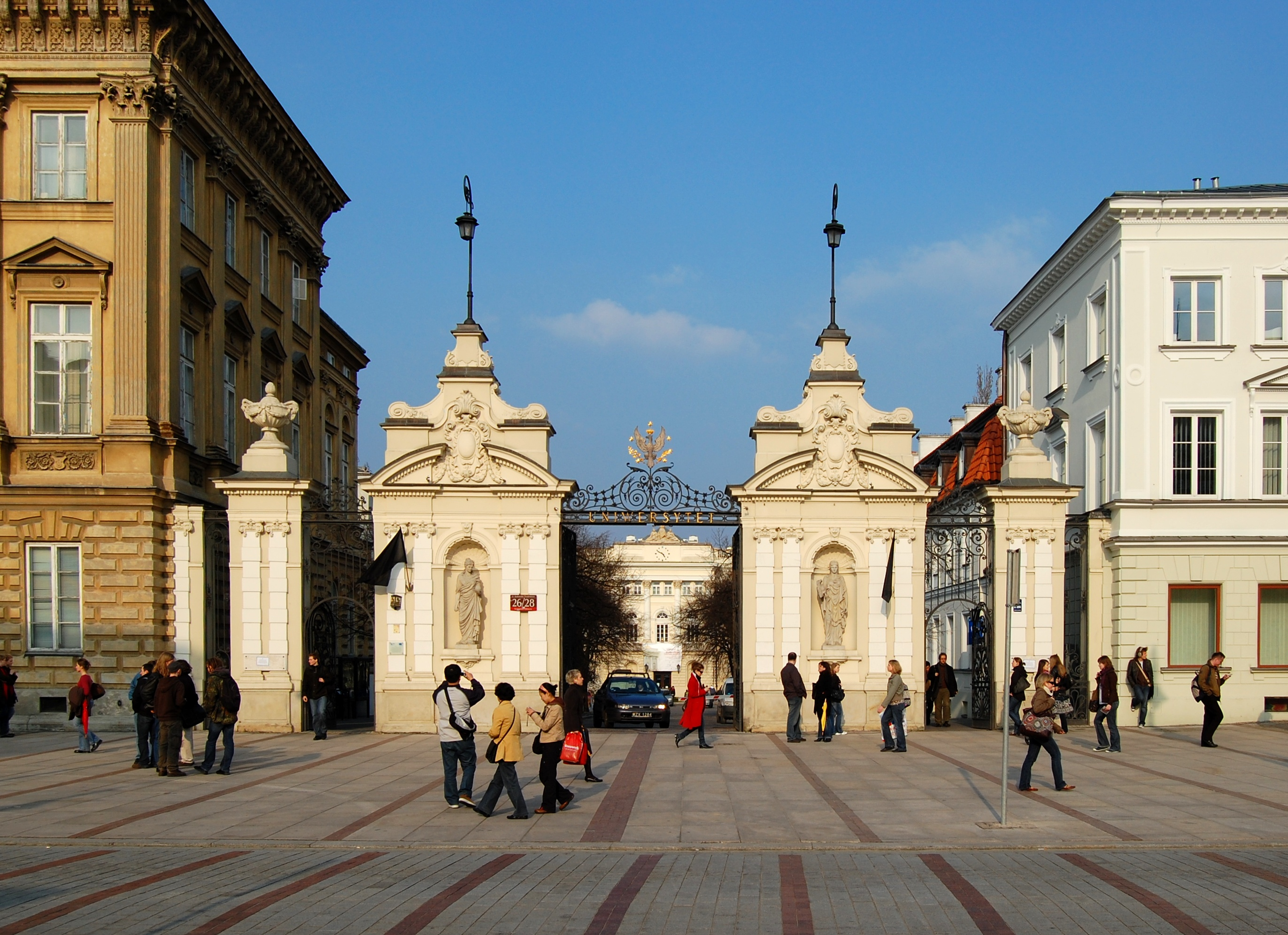
Відновлена брама Варшавського університету
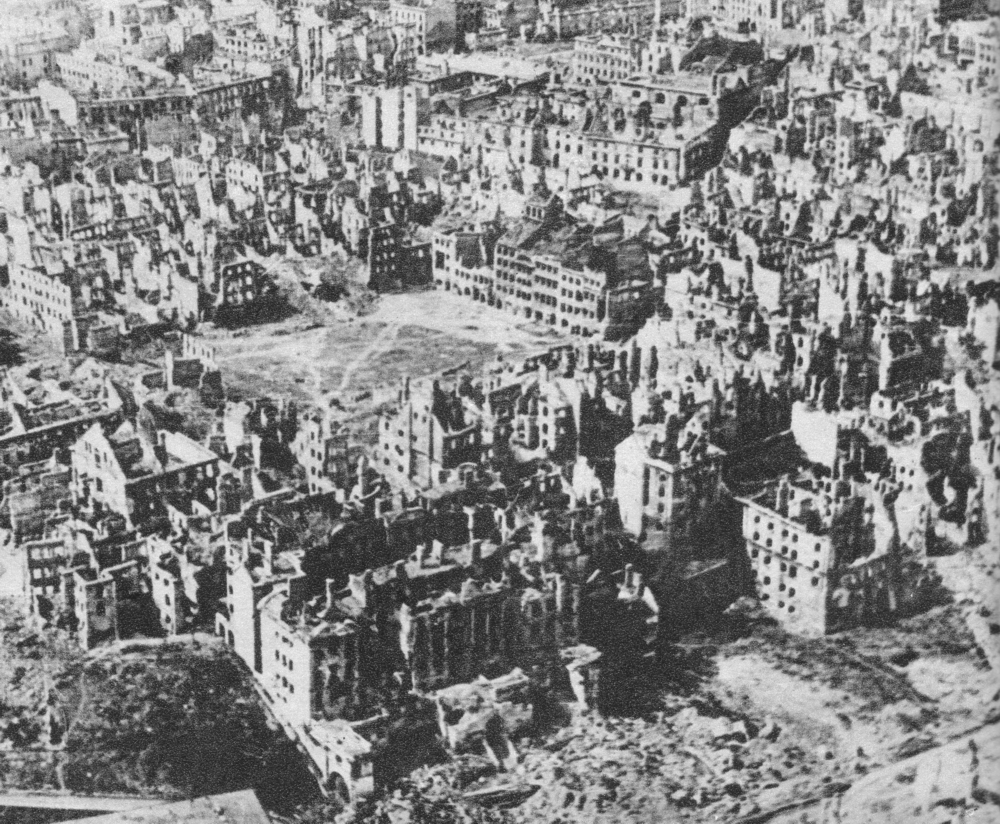
Руїни Старого Міста в Варшаві, січень 1945 р.

Відбудові-відновленню старого міста Варшави архітектор і його помічники віддали 13 років життя. Відбудову зруйнованих пам'яток у таких величезних масштабах не здійснювала жодна країна світу. Але й не кожна країна світу мала таку кількість вщент зруйнованих пам'яток в своїй столиці.

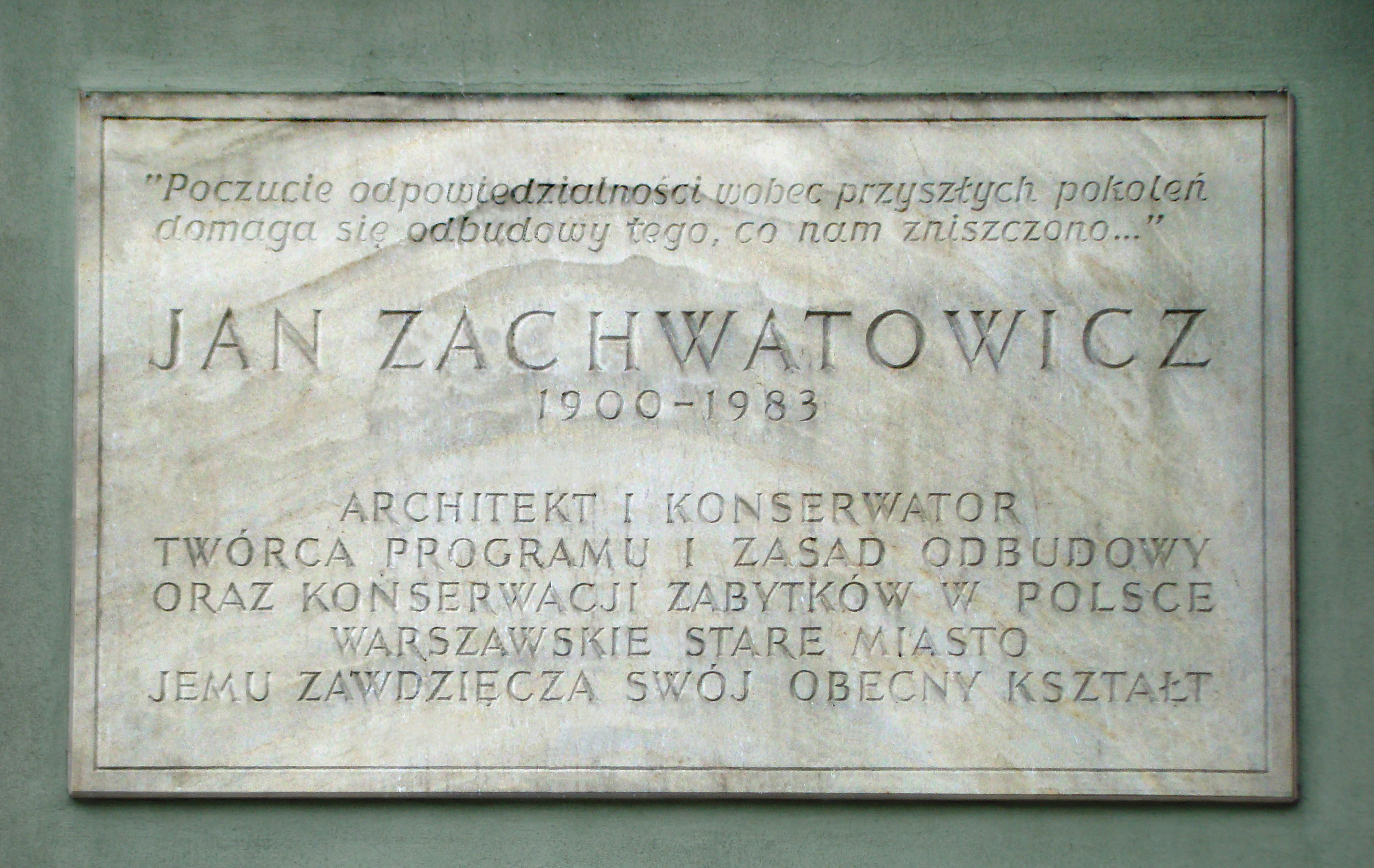
Пам'ятна дошка на честь Я. Захватовича на Замковій площі Варшави.

Своєрідною крапкою в суперечках стало дослідження відтвореного і реставрованого Старого міста Варшави закордонними науковцями і включення його до Переліку Всесвітньої культурної спадщини ЮНЕСКО. Погану працю б так високо не оцінили.

### Нагороди
- Нобелівська премія Пошани SARPS в 1971 році.
- Зірка ордену Польського відновлення,
- Хрест «За відвагу», 1939 р.

### Друковані твори
- «Фортеця Замостя» в співавторстві з С. Гербстом
- «Фортеця Модлін»
- «Програма й засади реставрації пам'яток»